# Francisco César Polcino Milies
Francisco César Polcino Milies, também conhecido como Polcino (Montevidéu, 12 de Março de 1944) é um matemático, professor titular do Departamento de Matemática do IME-USP.

## Biografia
Polcino se casou com Sandra Gasman Polcino e tem um filho, Marcos Daniel Gasman Polcino. 
Durante seu trabalho no Instituto de Matemática e Estatística da Universidade de São Paulo teve contato com professores que eles admirava, como Renzo Piccinini, Waldyr Muniz Oliva, Carlos Benjamin de Lyra e Jacy Monteiro. 
Como natural de Uruguai, Polcino diz que foi bem recebido nas terras brasileiras, escrevendo em cartas para seus pais no Uruguai o quanto estava maravilhado com o Brasil. 

## Carreira
Entre suas áreas de interesse estão a História da Matemática, História da Álgebra, Anéis de Grupo e Anéis não-comulativos. 
Em 1968, foi professor do Ensino Médio em Montevidéu, Uruguai. Já no ano seguinte, em 1969, foi professor adjunto na F. Ciencias Económicas y Administración, também em Uruguai. 
Finalizou sua graduação em Bacharelado em Matemática no Instituto de Matemática e Estatística da Universidade de São Paulo em 1971 e concluiu o Mestrado em 1972, mesmo ano em que se tornou professor assistente no instituto. 
Em 1974, concluiu seu Doutorado em Matemática na USP com o trabalho: On the Nilpotency of the Group of Units of a Group Ring, orientado por Alfredo Rosário Jonese, no ano seguinte, tornou-se assistente doutor. Em seguida, recebeu o título de livre-docente, em 1979, adjunto, em 1981, e, em 1988, tornou-se professor titular. 
Em 1990, graduou-se em Bacharelado em Psicologia, também na USP.
Polcino recebeu auxílio do CNPq para pesquisas na área de Álgebra.
Foi Diretor do IME-USP na gestão de 2002 até 2006, quando seu vice-diretor, Paulo Domingos Cordaro, assumiu a direção até 2010. Também foi diretor do Centro Interunidade de História da Ciência (CHC) (órgão da USP que desenvolve pesquisas nas áreas de História das Ciências, das Técnicas, das tecnologias, da Medicina e das Ciências da Saúde) de 2008 até 2011.
Em 2012, Polcino se tornou Professor Sênior do instituto, mantendo atividades regulares de pesquisa e didática após a aposentadoria. 
De 2011 a 2013, era professor titular da UFABC.
Em 2023, foi-lhe conferido o título de Professor Emérito no Instituto de Matemática e Estatística da USP. A cerimônia foi realizada no dia 10 de outubro de 2024, contanto com professores do Instituto, além do então diretor Sergio Muniz Oliva Filho. Este discursou sobre a calma e a tranquilidade de Polcino, além de destacar sua capacidade de liderança científica. 

## Produções

### Monografias e livros
Entre suas obras publicadas comercialmente estão:
- 1972: Anéis e módulos. [13]
- 1999: A geometria na antigüidade clássica , um livro de história da geometria [14];
- 2001: Números, uma introdução à matemática[14], um livro de Teoria dos Números/Álgebra que ficou em terceiro ligar no Prêmio Jabuti na categoria Ciências Exatas, Tecnologia e Informática em 1999 com a editora EDUSP.[15]
- 2002: An introduction to group rings[16]

### Relatórios técnicos
- 1999: Alternative loop rings with solvable unit loops. [17]
- 2004: Idempotents in group algebras and minimal abelian codes. [18]

### Artigos de periódicos
- 1986: On a conjecture of Zassenhaus on torsion units in integral group rings. II [19]
- 1993: Derivations of upper triangular matrix rings. [20]
- 2002: The normalizer property for integral group rings of Frobenius groups.[21]
- 2003: Unitary units and skew elements in group algebras. [22]
- 2009: Lie properties of symmetric elements in group rings. [23]
- 2009: Semisimple group codes and dihedral codes. [24]
- 2017: Star-polynomial identities: Computing the exponential growth of the codimensions. [25]

### Trabalhos de eventos
- 1994: Torsion units in integral group rings of metacyclic groups. [26]
- 2004: A geometria do globo terrestre. [27]
- 2021: Notes on the history of identities on group (and loop) algebras. [28]

## Curiosidades
De acordo com o Mathematics Genealogy Project, Polcino é "descendente acadêmico" de Leonhard Euler:
- Francisco César Polcino Milies[7] → Alfredo Jones [29] → Irving Reiner[30] → Burton Jones[31] → Leonard Dickson[32] → E. H. Moore[33] → H. A. Newton[34] → Michel Chasles[35] → Siméon Denis Poisson[36] → Joseph Lagrange[37] → Leonhard Euler [38]

Em 2008, orientou a primeira tese em História da Matemática apresentada no IME-USP. Em sua carreira, orientou mais de vinte doutoramentos. 